# Héctor Prillwitz
Héctor Guillermo Prillwitz Castellanos (ur. 29 marca 2006 w San Lucas Sacatepéquez) – gwatemalski piłkarz występujący na pozycji prawego obrońcy lub prawego pomocnika, od 2024 roku zawodnik Antigui GFC.